# Cryptandra micrantha
Cryptandra micrantha är en brakvedsväxtart som beskrevs av Barbara Lynette Rye. Cryptandra micrantha ingår i släktet Cryptandra och familjen brakvedsväxter. Inga underarter finns listade i Catalogue of Life.